# Aylett Hawes
Aylett Hawes (* 21. April 1768 im Culpeper County, Colony of Virginia; † 31. August 1833 im Rappahannock County, Virginia) war ein US-amerikanischer Politiker. Zwischen 1811 und 1817 vertrat er den Bundesstaat Virginia im US-Repräsentantenhaus.

## Werdegang
Aylett Hawes war Mitglied einer bekannten Politikerfamilie. Er war der Onkel von Richard Hawes (1797–1877), der Gouverneur von Kentucky war, von Albert Gallatin Hawes (1804–1849), Kongressabgeordneter aus Kentucky, und von Aylett Hawes Buckner (1816–1894), der den Staat Missouri im Kongress vertrat. Nach einer guten Schulausbildung studierte Hawes im schottischen Edinburgh Medizin. Nach seiner Rückkehr nach Virginia begann er in seinem neuen Beruf zu arbeiten. Außerdem betätigte er sich als Pflanzer. Gleichzeitig schlug er als Mitglied der Demokratisch-Republikanischen Partei eine politische Laufbahn ein. Zwischen 1802 und 1806 saß er im Abgeordnetenhaus von Virginia.
Bei den Kongresswahlen des Jahres 1810 wurde Hawes im neunten Wahlbezirk von Virginia in das US-Repräsentantenhaus in Washington, D.C. gewählt, wo er am 4. März 1811 die Nachfolge von John Love antrat. Nach zwei Wiederwahlen konnte er bis zum 3. März 1817 drei Legislaturperioden im Kongress absolvieren. Seit 1813 vertrat er dort als Nachfolger von John Dawson den zehnten Distrikt seines Staates. In seine Zeit als Kongressabgeordneter fiel der Britisch-Amerikanische Krieg von 1812.
Nach dem Ende seiner Zeit im US-Repräsentantenhaus praktizierte Aylett Hawes wieder als Arzt. Außerdem bewirtschaftete er seine inzwischen umfangreichen Ländereien. Er starb am 31. August 1833 auf seiner Farm im Rappahannock County.